# Piet Dankert
Pieter (Piet) Dankert (Stiens, 8 januari 1934 – Perpignan, 21 juni 2003) was een Nederlands politicus, lid  van de PvdA.

## Loopbaan
Na de hbs behaalde Dankert zijn onderwijsgraad aan de Rijkskweekschool in Leeuwarden. Hij studeerde geschiedenis aan de Vrije Universiteit Amsterdam. Dankert was van 1960 tot 1963 werkzaam als leraar geschiedenis aan gymnasia in Gouda en Gorinchem. Vervolgens was hij werkzaam voor het Koos Vorrink Instituut van de PvdA. In de periode 1962/63 maakte hij deel uit van het partijbestuur van de PvdA. Hij was voorzitter van de Federatie van Jongerengroepen van de Partij van de Arbeid (FJG) (1962/64) en voorzitter van de Nederlandse Politieke Jongeren Contact Raad (1964/65). In 1965 volgde hij Max van der Stoel op als internationaal secretaris binnen het partijbestuur wat hij bleef tot 1971. Hij werd in 1968 lid van de Tweede Kamer. Daar was hij woordvoerder voor Buitenlandse Zaken en Defensie en een pleitbezorger van de verdere Europese eenwording in de Europese Unie. Eind jaren zeventig stapte hij over naar het Europees Parlement, waarvan hij van 1982 tot 1984 voorzitter was. In het kabinet-Lubbers III (1989-1994) was hij staatssecretaris voor Europese Zaken. Nadien werd hij weer lid van het Europees Parlement.
Dankert profileerde zich daar onder meer als begrotingsspecialist en had zitting in de parlementaire Assemblees van de Raad van Europa, de NAVO en de West-Europese Unie. Tijdens zijn laatste termijn als Europees parlementslid ijverde hij onder meer voor de toetreding van Turkije tot de Europese Unie.

## Functies
- lid Tweede Kamer; 6 februari 1968 - 10 juni 1981
- lid Europees Parlement; 17 juli 1979 - 6 november 1989
- voorzitter Europees Parlement; 19 januari 1982 - 24 juli 1984
- staatssecretaris van Buitenlandse Zaken (Europese Zaken); 7 november 1989 - 15 juli 1994
- lid Europees Parlement; 19 juli 1994 - 20 juli 1999

## Trivia
- In 1992 speelde Dankert mee in de kinderserie Bassie & Adriaan: De Geheimzinnige Opdracht, ook bekend als Bassie en Adriaan op reis door Europa. Als staatssecretaris van Europese Zaken legde hij uit waarom Bassie en Adriaan door alle toenmalige landen van de EEG reisden voor een geheimzinnige opdracht. Dat was om de kinderen meer te laten leren over Europa. In elk toenmalig EEG-land was een opdrachtgever aangesteld en Dankert was de Nederlandse opdrachtgever. Deze laatste scène waar in hij dit deed werd opgenomen voor de deur van het toenmalige gebouw van het ministerie van Buitenlandse Zaken aan de Bezuidenhoutseweg 67 in Den Haag.

- Biografisch Portaal: 52004974
- Gemeinsame Normdatei: 170478009
- International Standard Name Identifier: 0000 0003 8334 0715
- Library of Congress Control Number: n88288460
- Nationale Bibliotheek van Israël: 987007445202505171
- Nederlandse Thesaurus van Auteursnamen: 072822309
- Parlement.com: vg09lldprxzj
- Système universitaire de documentation: 079284299
- Virtual International Authority File: 268698940
- WorldCat: E39PBJfxcrJbm33jJYJPBJJ7HC